# Citroën Xsara Kit Car
Citroën Xsara Kit Car – samochód rajdowy typu kit car konstrukcyjnie oparty na fabrycznym modelu Xsara 2.0 VTS. Pojawił się na rajdowych trasach w 1998 roku podczas Rajdu Lyon-Charbonnieres we Francji.

## Historia modelu
Prace nad następcą modelu ZX Kit Car rozpoczęły się w grudniu 1996 roku, jeszcze przed oficjalną premierą seryjnej wersji Xsary. Nad projektem pracował specjalnie do tego celu utworzony zespół Citroën Sport. W marcu 1997 roku rozpoczęto prace rozwojowe nad silnikiem, natomiast w kwietniu nad bryłą nadwozia. Pierwszy samochód został dostarczony do dalszej optymalizacji 12 lipca 1997 roku. Wersja finalna miała swój debiut podczas Rajdu Lyon-Charbonnieres w marcu 1998 roku.

## Sukcesy w rajdach

### Mistrzostwa Francji i Hiszpanii
Już podczas pierwszego startu w Rajdzie Lyon-Charbonnieres jadący Xsarą Philippe Bugalski odniósł zwycięstwo w klasyfikacji generalnej rajdu. Bugalski wygrał jadąc Xsarą 6 z 10 rajdów sezonu 1998 mistrzostw Francji i ostatecznie zdobył mistrzostwo. W następnym sezonie było jeszcze lepiej, Francuz jadąc Xsarą Kit Car wygrał 9 z 10 rajdów i ponownie odniósł zwycięstwo w klasyfikacji generalnej.

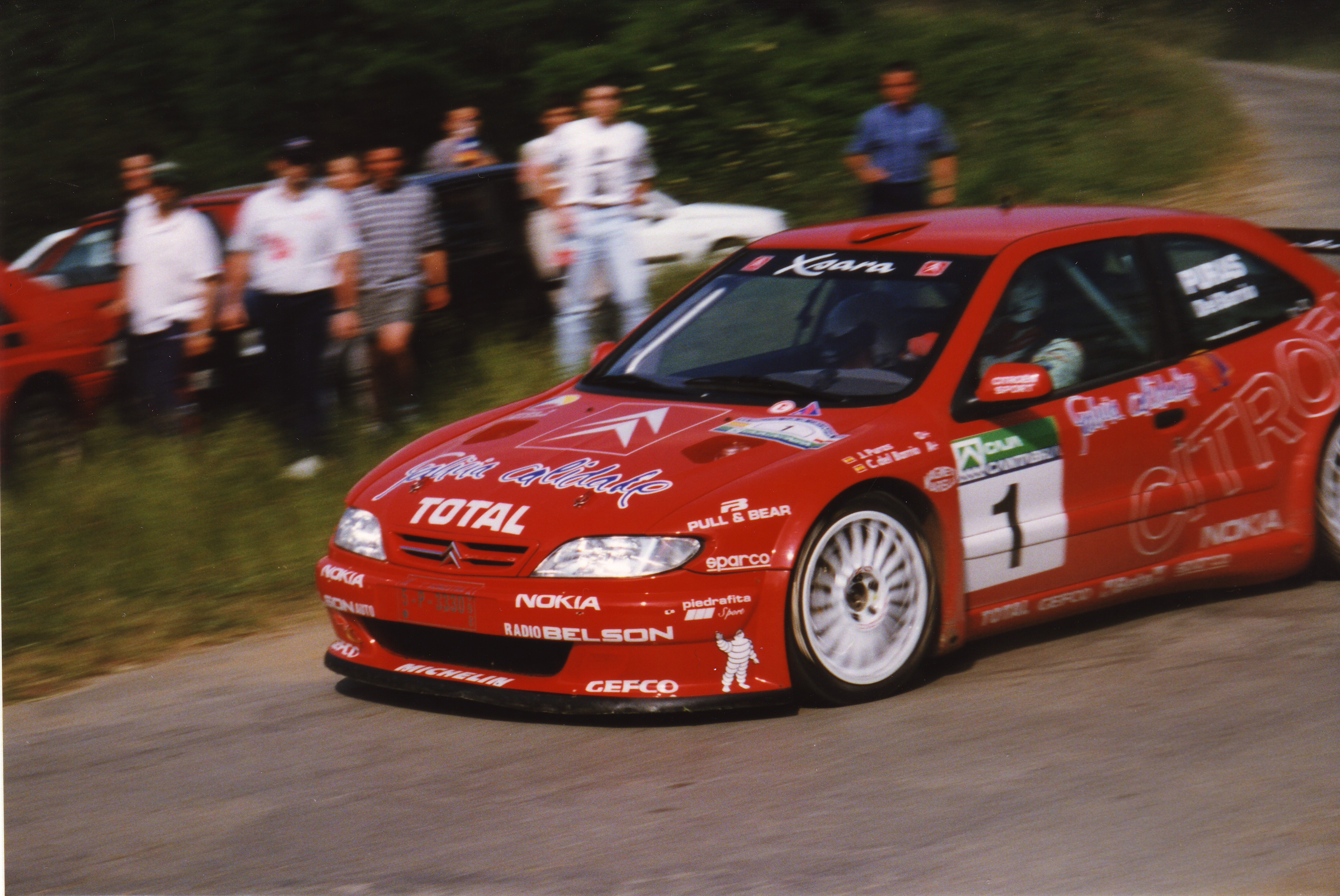
Jesús Puras podczas Rajdu Cantabria w 1998 roku

Podobnie rzecz się miała w Hiszpanii, gdzie Jesús Puras trzykrotnie, w latach 1998–2000, zdobywał mistrzostwo kraju jadąc Xsarą Kit Car.
W 2001 Xsara Kit Car ponownie triumfowała na rajdowych trasach Francji, Sébastien Loeb za jej kierownicą zdobył mistrzostwo Francji wygrywając 6 z 10 rajdów.

### Mistrzostwa Europy
Pierwsze zwycięstwo Xsary Kit Car w rajdach zaliczanych do Mistrzostw Europy odniósł Philippe Bugalski podczas Rajdu Antibes w 1998 roku, w tym sezonie wygrał jeszcze w ostatnim rajdzie sezonu – Rajdzie du Var. Ostatecznie pozwoliło to na zajęcie trzeciego miejsca w klasyfikacji generalnej mistrzostw.
Kolejne zwycięstwo przyszło już na początku sezonu 1999 w Rajdzie El Corte Inglés, gdzie Xsarą startował Jesús Puras. Z kolei w rajdach Antibes i du Var tego sezonu, drugi raz z rzędu zwyciężył Philippe Bugalski.
Za kierownicą Xsary Kit Car w sezonie 2000 największe sukcesy odnosił Bruno Thiry. W Rajdzie El Corte Inglés pierwsze dwa miejsca zajęły Xsary, wygrał Jesús Puras, a drugi był właśnie Thiry. Wygrał on jeszcze Rajd Albena, a w trzech innych rajdach plasował się na trzecim miejscu. Ostatecznie pozwoliło to na zdobycie wicemistrzostwa Europy w sezonie 2000. Xsara triumfowała w tym sezonie także za sprawą Sébastiena Loeba, który wygrał Rajd du Var, a także w sezonie 2001, gdzie Loeb wygrał Rajd Antibes.

### Mistrzostwa Świata
Ze względu na charakterystykę auta, starty w Rajdowych Mistrzostwach Świata były ograniczone jedynie do rajdów odbywających się na nawierzchniach asfaltowych, gdzie przednionapędowa Xsara Kit Car była konkurencyjna w stosunku do czteronapędowych aut WRC.
Debiut Xsary w Rajdowych Mistrzostwach Świata miał miejsce podczas Rajdu Katalonii w kwietniu 1998. Niestety Jesús Puras nie ukończył rajdu z powodu awarii silnika. Jednak Philippe Bugalski zajął dobre piąte miejsce. Kolejne rajdy w sezonie nie były szczęśliwe dla kierowców Citroëna, którzy nie odnotowywali dobrych lokat.
W roku 1999 Xsara Kit Car odnosiła największe sukcesy. Zaczęło się od sensacyjnego zwycięstwa Philippe Bugalskiego podczas Rajdu Katalonii, który zdetronizował takich rywali jak Richard Burns w Subaru Imprezie WRC, Didier Auriol w Toyocie Corolli WRC, czy Tommi Mäkinen w Mitsubishi Lancer Evo VI.
Największym sukcesem modelu Kit Car było zajęcie dwóch pierwszych lokat podczas Rajdu Korsyki. Ponownie pierwszy był Philippe Bugalski, a tuż za nim uplasował się Jesús Puras wyprzedzając Carlosa Sainza w Toyocie Corolli WRC oraz Colina McRae w Fordzie Focusie WRC.
Niestety powyższe zwycięstwa okazały się być początkiem końca świetności Xsary Kit Car. Na sezon 2000 roku Rada FIA zaplanowała zmiany w klasie F2, w której startowały Xsary, polegające na zwiększeniu minimalnej wagi aut. Tym samym pozbawiono je największej zalety – niskiej masy.

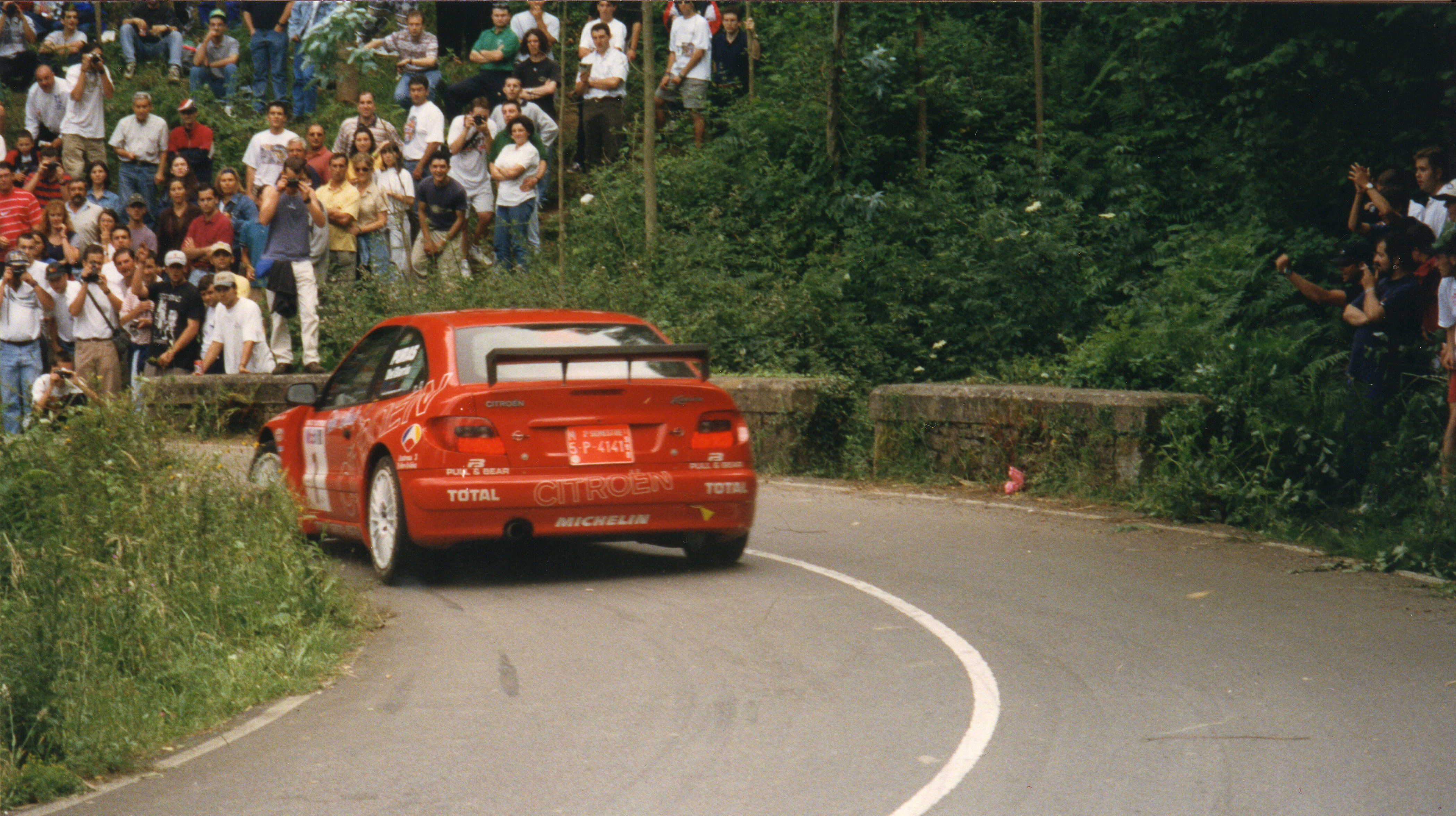
Jesús Puras w Xsarze Kit Car w 1998 roku

## Dane techniczne
Xsara Kit Car konstrukcyjnie oparta na modelu Xsara 2.0 VTS była w stosunku do niego znacznie przebudowana. Auto zostało wyposażone we wszystkie elementy bezpieczeństwa konieczne do homologacji rajdowej. Poważne zmiany przeszło nadwozie. Zmodyfikowano silnik uzyskując 280 KM bez turbodoładowania. Wyposażono je w skuteczniejsze hamulce oraz koła o większej średnicy.
|                   | Citroën Xsara Kit Car                                                                   |
| ----------------- | --------------------------------------------------------------------------------------- |
| Silnik            | typ XU10J4RS, DOHC, 4 cylindry, 16 zaworów wolnossący, umieszczony poprzecznie z przodu |
| Pojemność         | 1998 cm3                                                                                |
| Średnica tłoka    | 86 mm                                                                                   |
| Skok tłoka        | 86 mm                                                                                   |
| Moc               | 280 KM / 8750 obr./min.                                                                 |
| Moment obrotowy   | 250 Nm / 6750 obr./min.                                                                 |
| Stopień sprężania | 12:1                                                                                    |
| Napęd             | na przednie koła                                                                        |
| Skrzynia biegów   | 6-biegowa sekwencyjna                                                                   |
| Zawieszenie przód | kolumna MacPhersona                                                                     |
| Zawieszenie tył   | wahacz wleczony                                                                         |
| Opony             | Michelin                                                                                |
| Hamulce przód     | 370 mm (asfalt)                                                                         |
| Hamulce tył       | 280 mm (asfalt)                                                                         |
| Długość           | 4167 mm                                                                                 |
| Szerokość         | 1855 mm                                                                                 |
| Wysokość          | 1391 mm                                                                                 |
| Rozstaw osi       | 2555 mm                                                                                 |
| Masa własna       | 960 kg                                                                                  |